# 雅诺
亞爾諾（Arnor），或譯雅諾，是英國作家約翰·羅納德·瑞爾·托爾金的《魔戒》登史詩式奇幻小說裡，位於中土大陸北方伊利雅德地區的登丹人王國。“亞爾諾”的意思是「君王的领土」（Land of the King），由辛達林語的Ara-（高等high,kingly）和dor（土地land）結合而成。

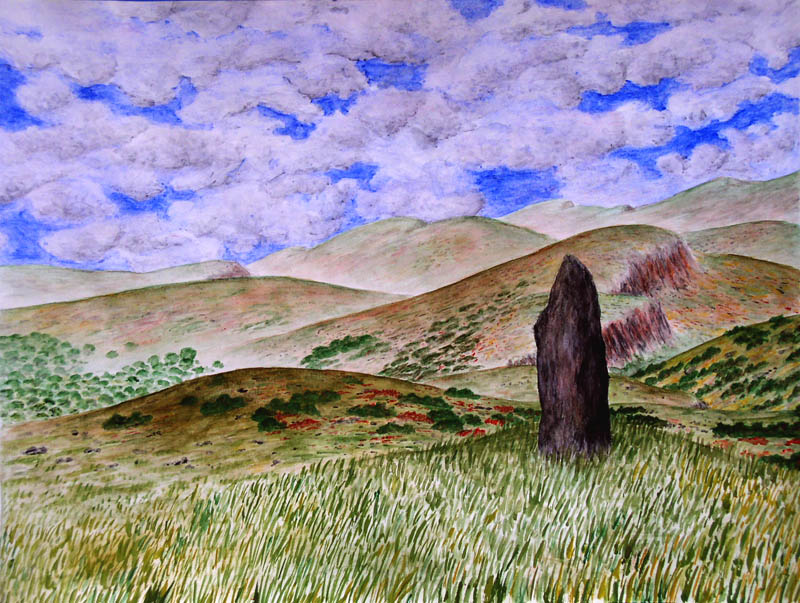
亚诺

## 歷史
亞爾諾和剛鐸於第二紀元3320年由伊蘭迪爾和他的兩個兒子埃西鐸及安那瑞安共同建立的。二個王國歷史交錯，為人所知兩國都是登丹人的流亡國度。
在亞爾諾建立之前，已經有規模可觀的努曼諾爾殖民人口居住在那裡，他們是在努曼諾爾帝國皇帝塔爾-曼奈德和塔爾-阿達瑞安在位時期開始移民到達亞爾諾。但登丹人到達之時，與登丹人同一祖先的當地居民伊甸人後裔也在，他們並且與早期殖民結合，很快混和出土產人口。
亞爾諾最初傾向在南部的地區和剛鐸邊界附近建立勢力，因為諾多族最高君王吉爾加拉德居住在隆恩河Lhûn。但是，索倫的陰影安頓在南部，這導致了人口往北遷移，亞爾諾人不同於剛鐸人，他們仍然是精靈的主要朋友，更多的知識被保存了。
亞爾諾的第二任國王埃西鐸（並且同時是剛鐸國王）於第三紀元2年被半獸人殺害，當埃西鐸到格拉頓平原，被半獸人伏擊，在危急之際埃西鐸戴上至尊魔戒隱形，但至尊魔戒背叛了他，至尊魔戒變大滑落了他的手指，埃西鐸因此被發現而亂箭射死，他的三個兒子也被杀死，留在瑞文戴爾的幼子瓦蘭迪爾繼承了亞爾諾和登丹人最高君王的王位。但由於瓦蘭迪爾的疏忽，他和其後的承繼人一直沒有要求奪回剛鐸王位，南北王國因此分裂，但亞爾諾的統治者保留了登丹人最高君王名銜，雖然南方王國的實力遠比亞爾諾強大。

## 衰落
亞爾諾原先的首都是伊凡丁湖Lake Evendim旁的安努米那斯，但在第三紀元861年遷都於佛諾斯特，安努米那斯人口漸漸減少。
在亞爾諾的第十任國王艾蘭多在第三紀元861年駕崩以後，他的三個兒子之間互相爭位，引發內戰。長子艾姆拉斯要求亞爾諾王位，但最後只能統治雅西頓地區作為他的王國，另外兩個兄弟則建立了卡多蘭和魯道爾王國。
重新稱呼自己為亞爾諾國王的是雅西頓國王亞瑞吉來布一世，卡多蘭向雅西頓稱臣。但是，雅西頓最終還是被毀壞了，成了廢墟。加上國土曾遭到東北安格馬邪惡勢力的入侵，亞爾諾的人民漸漸消亡，不過王國名義上的附庸哈比人並不受影響，依然繼續在夏爾過著與世無爭的悠閒生活。而另一些人類，則改為生活在如布理的村莊中，亞爾諾僅餘的少量的登丹人移居到瑞文戴爾南部，成為行蹤飄忽的北方遊俠。

## 重聯王國
登丹人酋長亞拉岡二世，即剛鐸的伊力薩王，統一了剛鐸及亞爾諾，成為重聯王國國王。他重新下令阿努米那斯成為名義上的首都，不過伊力薩王自己依然居住在剛鐸，亞爾諾人口從此再度增長，不過領土由於夏爾的獨立而有所減少。